# Quảng Đông
Quảng Đông (tiếng Trung: 广东; bính âm: Guǎngdōng) là một tỉnh phía Nam Trung Quốc, nằm ven bờ Biển Đông của Cộng hòa Nhân dân Trung Hoa. Quảng Đông là tỉnh đông nhất về số dân, đứng đầu về kinh tế Trung Quốc với 113 triệu dân và 9,73 nghìn tỷ NDT (1,47 nghìn tỷ USD) năm 2018. Tỉnh lị của Quảng Đông là Quảng Châu, đại đô thị này cùng với trung tâm kinh tế Thâm Quyến nằm trong số các thành phố đông dân và quan trọng nhất tại Trung Quốc. Vùng châu thổ Châu Giang là khu vực siêu đô thị lớn nhất thế giới.
Từ năm 1989, Quảng Đông đã đứng đầu về Tổng sản phẩm nội địa (GDP) so với các đơn vị cấp tỉnh khác, xếp sau đó lần lượt là Giang Tô và Sơn Đông. Theo thống kê sơ bộ hàng năm cấp tỉnh, GDP của Quảng Đông vào năm 2018 đạt 9,73 nghìn tỉ NDT, hay 1,47 nghìn tỉ USD, tương đương với quy mô của Tây Ban Nha. Theo số liệu năm 2018, tiêu chí GDP bình quân đầu người ở Quảng Đông là 87.763 NDT (13.257 USD), xếp hạng tám so với các tỉnh thành khác tại đại lục Trung Quốc.

## Tên gọi
"Quảng" có nghĩa là rộng rãi và có liên quan tới khu vực thời Nhà Tấn. "Quảng Đông" có nghĩa là phía đông rộng rãi, Quảng Đông và Quảng Tây được gọi chung là "Lưỡng Quảng" (兩廣 liăng guăng). Tên viết tắt hiện nay của Quảng Đông là "Việt" 粵/粤 (Yue), khác với "Bách Việt" (百越), một tên chung chỉ các dân tộc sống ở Quảng Đông và các khu vực xung quanh vào thời xưa.

## Lịch sử
Vào khoảng đời nhà Chu (1134-770 tr. CN), và Xuân Thu, tại khu vực phía Nam Trung Hoa giáp với biên giới Trung-Việt ngày nay đã tồn tại những bộ tộc không thuộc Hoa tộc như Bách Việt.
Tới thời Xuân Thu, người Việt ở khu vực núi Cối Kê (nay là Thiệu Hưng) thuộc Chiết Giang lập ra vương quốc Việt. Nước Việt vào năm 473 tr. CN đã chinh phục nước Ngô (3) láng giềng, đóng đô ở Tô Châu thuộc Giang Tô. Nhưng rồi Việt bị nước Sở thôn tính năm 306 tr. CN. Vào thời Xuân Thu người Đông Việt được xem là cư trú ở vùng nay thuộc phía Đông nước Trung Hoa hiện đại, người Dương Việt cư trú ở phía bắc của tỉnh Giang Tô hiện nay. Các bộ tộc Bách Việt khác như Âu Mân sống ở vùng Chiết Giang, Phúc Kiến; Nam Việt sống ở vùng Quảng Đông, Tây Âu ở Quảng Tây, Lạc Việt ở Phúc Kiến...
Bắt đầu thời kỳ miền bắc của Dương Tử bị Trung Hoa hóa mạnh mẽ. Bức tường thành ngăn các bộ tộc du mục từ phương bắc xuống đã được nước Tần (221-206 tr. CN) và Yên xây dựng. Khu vực hiện nay thuộc Phúc Kiến lần lượt bị Nhà Tần và Nhà Hán chinh phạt, nhưng phong kiến Trung Hoa đã không thực sự kiểm soát được vùng đất này. Vào đầu đời Hán (206 tr. CN - 220 của CN), Triệu Đà lập ra vương quốc Nam Việt ở khu vực Quảng Đông, độc lập với triều đình Hán. Sau khi Tần Thủy Hoàng thống nhất Trung Hoa năm 221 tr. CN, quân Nhà Tần bắt đầu tiến xuống phía nam dọc theo sông Tây Giang tới vùng Quảng Đông hiện nay, và xác lập các quận dọc theo các trục đường chính. Tới năm 112 tr. CN Hán Vũ Đế đã chinh phục những vùng phương Nam (Trung Hoa), cùng với vùng nay là miền bắc Việt Nam, và cử người Hán cai quản các quận.
Dưới đời Hán, ngoài Nam Việt ở viễn nam, chủ yếu là ở Lưỡng Quảng và Việt Nam, sử sách còn kể về tiểu quốc Mân Việt ở đông bắc tập trung ở vùng sông Mân Giang, nay thuộc Phúc Kiến (Mân là tên cũ của tỉnh Phúc Kiến).

Thời Tam Quốc, Sách Địa lý chuyên luận trong Hán thư chép: “Ở khoảng bảy hay tám ngàn dặm tính từ Giao Chỉ đến Cối Kê (nam Giang Tô hay bắc Chiết Giang), những người Bách Việt có mặt ở mọi nơi, chia thành nhiều thị tộc”. Trong thời kỳ Chiến quốc (480-221 tr. CN), vương quốc Việt cũng chao đảo dưới những biến động chính trị, giống như các lãnh thổ thuộc Thục và Ba nay thuộc Tứ Xuyên, nhưng lộ trình văn hóa của nó vẫn khác xa văn hóa Trung Hoa “chính thống” của lưu vực sông Hoàng Hà.Quảng Đông có vị trí ở xa trung tâm nền văn minh Trung Hoa cổ đại ở đồng bằng phía bắc Trung Quốc. Thời đó, đây là nơi sinh sống của các tộc người được gọi chung là "Bách Việt" (百粤), các tộc người có lẽ là Tai-Kadai có liên quan đến dân tộc Tráng ở tỉnh Quảng Tây.

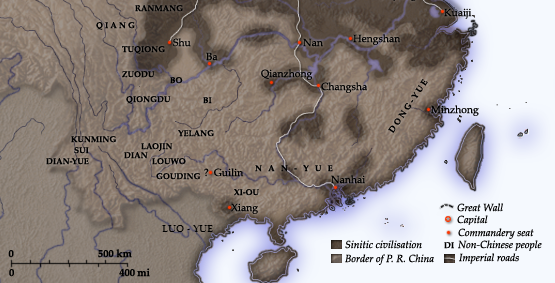
Bản đồ các khu vực lẻ tẻ do Nhà Tần chiếm được của các nhóm tộc Bách Việt ở phía Nam sông Dương Tử sau năm 210 TCN, trong đó có quận Nam Hải (Nanhai).

Những ghi chép về hoạt động của Trung Hoa ở Bắc Bộ Việt Nam trong 6 thế kỷ đầu thời kỳ thực dân này (Việt Nam gọi là thời Bắc thuộc) cho thấy quá trình Việt Nam hóa đối với các dòng họ Trung Hoa, hơn là quá trình Hán hóa đối với người Việt... Sự trêu ngươi như thế cho thấy một số thị tộc Trung Hoa xác lập quyền lợi của dòng họ mình ở Bắc Bộ, định cư dần dần, giúp đỡ mở mang, và cuối cùng hòa nhập vào môi trường xã hội, kinh tế và chính trị ở Bắc Việt Nam. Kết quả cuối cùng của quá trình này là sự xuất hiện của một tầng lớp thượng lưu Hoa-Việt, quá trình phi thực dân hóa ở vùng viễn nam, và những mưu toan bất thành ở thế kỷ VI để khôi phục nền độc lập, thoát ách đô hộ của phương Bắc. Ví dụ cho quá trình này là sự thăng tiến của Sĩ Nhiếp thời Hậu Hán và những nỗ lực giữ nền độc lập của người nhà ông này sau khi ông qua đời.
Từ cuộc nổi dậy của Hai Bà Trưng thế kỷ I đến cuộc nổi dậy của Lý Bôn thế kỷ VI, sử sách của Trung Hoa cho thấy biểu hiện của một sự phụ thuộc về chính trị trên nền nửa độc lập với Bắc Triều. Theo dòng thời gian, những thời kỳ có đặc tính bán tự trị ngày càng tăng lên. Xu thế này làm nền cho cuộc nổi dậy của Nhà Lý ở giữa thế kỷ VI và cuối cùng là sự phân liệt hoàn toàn khỏi Trung Hoa vào thế kỷ X.
Tác động của văn hóa Việt đối với văn hóa Trung Hoa đã không được xác định một cách chính thức, nhưng nó khá rõ rệt. Ngôn ngữ của các tiểu quốc cổ Ngô và Việt tạo nên ngôn ngữ Ngô, và phần nào tới ngôn ngữ Mân ở Phúc Kiến. Những nhà nghiên cứu ngôn ngữ cho rằng một số từ tiếng Trung Hoa có nguồn gốc từ tiếng Việt cổ, chẳng hạn như từ jiang (giang), có nghĩa là sông. Những tàn tích về người Việt có thể quan sát được trong một số nhóm thiểu số ở Trung Hoa
Vùng đất này thuộc sự quản lý của chính quyền trung ương Trung Quốc bắt đầu từ thời Nhà Tần - triều đại thống nhất đế chế Trung Hoa, đã mở rộng về phía nam và lập nên quận Nam Hải (南海郡) tại Phiên Ngung (番禺), ngày nay là thành phố Quảng Châu. Quận này từng thuộc nước Nam Việt độc lập giữa thời kỳ Nhà Tần sụp đổ và Hán Vũ Đế lên cai trị Trung Hoa. Nhà Hán cai trị Quảng Đông, Quảng Tây và miền Bắc Việt Nam với tên gọi là Giao Châu (交州). Dưới thời Đông Ngô thuộc thời kỳ Tam Quốc, Quảng Đông được Đông Ngô lập thành một tỉnh - đó là tỉnh Quảng Châu (廣州) vào năm 226.
Trải qua thời gian dài, cơ cấu dân cư của khu vực này thay đổi dần dần, dẫn đến người Hán chiếm đa số, đặc biệt là sau nhiều đợt di cư lớn từ phương Bắc trong các thời kỳ bất ổn chính trị do các bộ lạc du mục phía bắc Trung Hoa quấy nhiễu kể từ khi Nhà Hán sụp đổ trở về sau. Ví dụ như cuộc binh biến do An Lộc Sơn lãnh đạo dẫn đến việc tăng 75% dân số của tỉnh Quảng Châu giữa những năm 740-750 và giai đoạn 800-810.. Khi người Hán đến đây đông hơn, dân địa phương đã dần bị đồng hóa theo văn hóa Trung Hoa., hoặc bị mai một hẳn văn hóa bản địa.
Cùng với Quảng Tây, Quảng Đông được tạo lập thành một bộ phận của Lĩnh Nam đạo (嶺南道), năm 627 vào thời Nhà Đường. Phần Quảng Đông trong đạo Lĩnh Nam được đổi tên thành Quảng Nam Đông Đạo năm 971 trong thời Nhà Tống - đây là sự bắt nguồn của cái tên Quảng Đông.
Khi quân Mông Cổ ở phương bắc xâm lược Trung Hoa vào thế kỷ thứ XIII, triều đại Nam Tống rút lui về phía nam, cuối cùng dừng lại ở địa điểm của tỉnh Quảng Đông ngày nay. Hải chiến Nhai Sơn năm 1279 ở Quảng Đông đã kết thúc triều đại Nam Tống. Trong thời Nhà Nguyên của người Mông Cổ, Quảng Đông là một phần của Giang Tây. Tên gọi Tỉnh Quảng Đông ngày nay được quy định vào giai đoạn đầu của Nhà Minh.
Từ thế kỷ XVI, Quảng Đông có những mối quan hệ thương mại với thế giới bên ngoài. Các nhà buôn châu Âu đã đến phía bắc thông qua eo biển Malacca và Biển Đông, đặc biệt là các nhà buôn Anh thông qua Quảng Đông. Ma Cao nằm ở bờ nam của Quảng Đông là nơi định cư đầu tiên của người châu Âu ở Trung Quốc từ 1557. Việc buôn bán thuốc phiện thông qua Quảng Châu đã dẫn đến Chiến tranh nha phiến, mở ra một kỷ nguyên ngoại quốc xâm lược và can thiệp vào Trung Hoa. Ngoài Ma Cao là nhượng địa cho Bồ Đào Nha, Hồng Kông thành nhượng địa cho Anh và Quảng Châu Loan cho người Pháp. Vào thế kỷ XIX, Quảng Đông cũng là cảng chính cho làn sóng người lao động ra đi đến Đông Nam Á, miền Tây Hoa Kỳ và Canada.
Về mặt lịch sử, nhiều cộng đồng Hoa kiều xuất thân từ Quảng Đông và đặc biệt là Đài Sơn và cùng với những người di cư từ Hồng Kông, tiếng Quảng Đông và tiếng Đài Sơn (phương ngữ ở Đài Sơn) được gần 10% dân số Trung Quốc sử dụng, có nhiều người Hoa kiều chiếm tỷ lệ cao hơn tỷ lệ người nói ngôn ngữ này ở Trung Quốc.
Trong thời kỳ những năm 1850, phong trào Thái Bình Thiên Quốc nổ ra ở Quảng Đông. Do là địa phương có tiếp xúc nhiều với phương Tây, Quảng Đông là trung tâm của các phong trào chống Mãn Châu và chống đế quốc. Tôn Trung Sơn cũng xuất phát từ Quảng Đông.
Vào đầu những năm 1920 thời Trung Hoa Dân Quốc, Quảng Đông là bàn đạp để Quốc Dân Đảng chuẩn bị Bắc phạt trong một nỗ lực thống nhất tất cả các địa chủ về dưới quyền kiểm soát của chính quyền trung ương.

## Địa lý
Quảng Đông giáp Biển Đông về phía nam và có 4300 km bờ biển. Bán đảo Lôi Châu là vùng cực nam đất liền của tỉnh này. Ở trên Bán đảo Lôi Châu vẫn còn một số núi lửa đang ngừng hoạt động. Đồng bằng châu thổ Châu Giang là nơi tụ hợp của 3 sông thượng lưu là Đông Giang, Tây Giang và Bắc Giang. Vùng đồng bằng châu thổ này bao gồm hàng trăm hòn đảo nhỏ. Tỉnh Quảng Đông bị chia cắt về mặt địa lý khỏi phía bắc bởi một ít dãy núi có tên gọi chung là Nam Lĩnh (南岭). Đỉnh cao nhất của tỉnh này có độ cao 1600 m so với mực nước biển.
Quảng Đông giáp Phúc Kiến về phía đông bắc, Giang Tây và Hồ Nam về phía bắc, Quảng Tây về phía tây và Hồng Kông, Ma Cao về phía nam. Đảo Hải Nam nằm ngoài khơi tỉnh này gần Bán đảo Lôi Châu. Theo truyền thống, quần đảo Đông Sa thuộc quyền quản lý của tỉnh của tỉnh Quảng Đông, tuy nhiên, hiện nay quần đảo này nằm trong dưới sự kiểm soát của chính quyền Trung Hoa Dân Quốc tại Đài Loan.
Các thành phố xung quanh Đồng bằng châu thổ Châu Giang có: Đông Quản, Phật Sơn, Quảng Châu, Huệ Châu, Giang Môn, Thâm Quyến, Thuận Đức, Đài Sơn, Trung Sơn và Châu Hải. Các thành phố khác có: Triều Châu, Trừng Hải, Khai Bình, Nam Hải, Sán Đầu, Thiều Quan, Tân Hội, Đam Giang và Triệu Khánh.
Quảng Đông có khí hậu cận nhiệt đới ẩm (phía nam nhiệt đới) với mùa đông ngắn, ôn hòa, khô ráo và mùa hè dài, ẩm và nóng. Nhiệt độ cao nhất trong ngày vào tháng Giêng và tháng 7 là 18 độ C và 33 độ C. Sương mù thì hiếm khi có ở vùng ven biển nhưng có xảy ra một vài ngày ở các vùng sâu trong đất liền.

## Các đơn vị hành chính

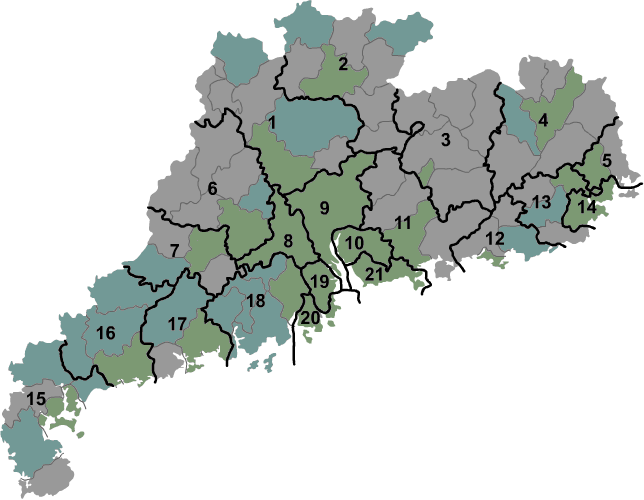
Bản đồ hành chính tỉnh Quảng Đông

Tỉnh Quảng Đông được chia thành 21 thành phố trực thuộc tỉnh (địa cấp thị), trong đó có 2 thành phố cấp phó tỉnh (副省级城市, phó tỉnh cấp thành thị).
| STT                        | Tên         | Thủ phủ      | Chữ Hán Bính âm      | Dân số (2010) |
| -------------------------- | ----------- | ------------ | -------------------- | ------------- |
| — Thành phố cấp phó tỉnh — |             |              |                      |               |
| 9                          | Quảng Châu  | Việt Tú      | 广州市 Guǎngzhōu Shì | 12.700.800    |
| 21                         | Thâm Quyến  | Phúc Điền    | 深圳市 Shēnzhèn Shì  | 10.357.938    |
| — Thành phố cấp địa khu —  |             |              |                      |               |
| 1                          | Thanh Viễn  | Thanh Thành  | 清远市 Qīngyuǎn Shì  | 3.698.394     |
| 2                          | Thiều Quan  | Trinh Giang  | 韶关市 Sháoguān Shì  | 2.826.612     |
| 3                          | Hà Nguyên   | Nguyên Thành | 河源市 Héyuán Shì    | 2.953.019     |
| 4                          | Mai Châu    | Mai Giang    | 梅州市 Méizhōu Shì   | 4.240.139     |
| 5                          | Triều Châu  | Phong Khê    | 潮州市 Cháozhōu Shì  | 2.669.844     |
| 6                          | Triệu Khánh | Đoan Châu    | 肇庆市 Zhàoqìng Shì  | 3.918.085     |
| 7                          | Vân Phù     | Vân Thành    | 云浮市 Yúnfú Shì     | 2.360.128     |
| 8                          | Phật Sơn    | Thiền Thành  | 佛山市 Fóshān Shì    | 7.194.311     |
| 10                         | Đông Quản   | Nam Thành    | 东莞市 Dōngguǎn Shì  | 8.220.237     |
| 11                         | Huệ Châu    | Huệ Thành    | 惠州市 Hùizhōu Shì   | 4.597.002     |
| 12                         | Sán Vĩ      | Thành khu    | 汕尾市 Shànwěi Shì   | 2.935.717     |
| 13                         | Yết Dương   | Dong Thành   | 揭阳市 Jiēyáng Shì   | 5.877.025     |
| 14                         | Sán Đầu     | Kim Bình     | 汕头市 Shàntóu Shì   | 5.391.028     |
| 15                         | Trạm Giang  | Xích Khảm    | 湛江市 Zhànjiāng Shì | 6.993.304     |
| 16                         | Mậu Danh    | Mậu Nam      | 茂名市 Màomíng Shì   | 5.817.753     |
| 17                         | Dương Giang | Giang Thành  | 阳江市 Yángjiāng Shì | 2.421.812     |
| 18                         | Giang Môn   | Bồng Giang   | 江门市 Jiāngmén Shì  | 4.448.871     |
| 19                         | Trung Sơn   | Đông khu     | 中山市 Zhōngshān Shì | 3.120.884     |
| 20                         | Châu Hải    | Hương Châu   | 珠海市 Zhūhǎi Shì    | 1.560.229     |

Các địa cấp thị trên quản lý 49 quận, 30 thành phố cấp huyện (huyện cấp thị), 42 huyện và 3 huyện tự trị.

## Kinh tế
Bảng dưới đây cho thấy GDP của tỉnh Quảng Đông qua các năm  với đơn vị tính là tỷ nhân dân tệ.
| Năm  | GDP       |
| ---- | --------- |
| 1980 | 24.571    |
| 1985 | 55.305    |
| 1990 | 147.184   |
| 1995 | 538.172   |
| 2000 | 966.223   |
| 2005 | 2.170.128 |

Sau khi phe cộng sản nắm quyền ở Trung Quốc cho đến bắt đầu thời kỳ của Đặng Tiểu Bình năm 1978, Quảng Đông vẫn là một tỉnh nghèo túng dù có vẫn có nền kinh tế ngầm dịch vụ tồn tại. Các chính sách phát triển kinh tế đã khuyến khích sự phát triển công nghiệp ở các tỉnh sâu trong đất liền của Trung Quốc nhưng ít có mối quan hệ giao thông vận tải với Quảng Đông. Chính sách bế quan tỏa cảng kinh tế khiến cho Quảng Đông không thể hiện vai trò là cửa ngõ ra biển.
Chính sách mở cửa của Đặng Tiểu Bình đã thay đổi toàn diện nền kinh tế tỉnh này do có lợi thế là cửa ngõ ra biển, vị trí giáp Hồng Kông và có các mối quan hệ lịch sử với Hoa Kiều. Ngoài ra, cho đến những năm 1990, khi chế độ thuế khóa Trung Quốc được cải cách, tỉnh này đã thu lợi từ chính sách áp dụng mức thuế khá thấp ở Quảng Đông do vị thế lịch sử của tỉnh này là một tỉnh lạc hậu về kinh tế trước đó vào thời Mao Trạch Đông.
Mặc dù Thượng Hải được xem như bằng chứng về thành công kinh tế của Trung Quốc, sự bùng nổ kinh tế của Quảng Đông lại là một ví dụ cho việc Trung Quốc đã trở thành một nước hàng đầu về ngành chế tạo dựa trên nền tảng sử dụng nhiều lao động và là nơi thử nghiệm cụ thể để Trung Quốc thấy rõ được ưu và khuyết điểm của mô hình sử dụng nhiều nhân công này. Quảng Đông đã trải qua thời kỳ bùng nổ kinh tế từ những năm 1990 của thế kỷ XX vào sự bùng nổ này đã lan qua các tỉnh lân cận và đã giúp kéo dân của những tỉnh này quay về. Nền kinh tế của Quảng Đông dựa trên nền tảng ngành chế tạo và xuất khẩu.
Quảng Đông ngày nay là một trong những tỉnh giàu nhất Trung Quốc, GDP cao nhất trong các đơn vị hành chính (trừ Hồng Kông và Ma Cao) dù lương người lao động chỉ bắt đầu tăng trong thời gian gần đây do trước kia có những làn sóng lao động di cư từ các tỉnh láng giềng khác đến đây. GDP danh nghĩa là 267,6 tỷ USD, tăng 12,5% mỗi năm. Các ngành công nghiệp sơ cấp, thứ cấp và thứ 3 đạt giá trị 137,46 tỷ NDT, 1,08 ngàn tỷ NDT, và 957,94 tỷ NDT cho mỗi nhóm ngành.. GDP đầu người đã đạt đến con số 23.616 tệ (US$2,912), tăng 84.7% so với năm 2000 . Quảng Đông đóng góp 12% GDP của Trung Quốc . Quảng Đông chiếm 4/6 đặc khu kinh tế của Trung Quốc: Quảng Châu, Thâm Quyến, Sán Đầu và Chu Hải. Sự thịnh vượng của Quảng Đông tuy nhiên vẫn tập trung ở Đồng bằng châu thổ Châu Giang.
Quảng Đông là tỉnh đông nhất về số dân, đứng đầu về kinh tế Trung Quốc. Năm 2018, dân số là 113 triệu dân, gần bằng Nhật Bản và GDP danh nghĩa đạt 9,73 nghìn tỷ NDT (tương ứng 1,47 nghìn tỷ USD), tương đương với quy mô của Tây Ban Nha, hạng 13 thế giới, GDP (PPP) đạt 2.771 tỷ đô la quốc tế, tương đương với Pháp, hạng 10 thế giới. Tỉnh lị của Quảng Đông là Quảng Châu, đại đô thị này cùng với trung tâm kinh tế Thâm Quyến nằm trong số các thành phố đông dân và quan trọng nhất tại Trung Quốc. Vùng châu thổ Châu Giang là khu vực siêu đô thị lớn nhất thế giới. Theo số liệu năm 2018, tiêu chí GDP bình quân đầu người ở Quảng Đông là 87.763 NDT (13.257 USD), xếp hạng tám so với các tỉnh thành khác tại đại lục Trung Quốc.

#### Cải cách mở cửa
| 2022 | 2021 | 2020 | 2019     | 2018     | 2017     | 2016     | 2015     | 2014     | 2013     | 2012   | 2011   | 2010   | Đơn vị          |
| ---- | ---- | ---- | -------- | -------- | -------- | -------- | -------- | -------- | -------- | ------ | ------ | ------ | --------------- |
|      |      |      | 1.607,12 | 1,470,03 | 1.328,61 | 1.217,27 | 1.169,04 | 1.103,89 | 1.008,76 | 904,05 | 823,84 | 679,71 | Tỷ USD theo GDP |
|      |      |      | 6,4      | 6,8      | 7,5      | 7,5      | 8,0      | 7,8      | 8,5      | 8,2    | 19,0   | 12,4   | Tốc độ %        |

Từ khi mở cửa đến nay, Quảng Đông áp dụng đầy đủ các chính sách tiên phong do nhà nước và các lợi thế địa lý tiếp giáp với Hồng Kông và Ma Cao, dần dần thực hiện cải cách hệ thống kinh tế, áp dụng kinh nghiệm quản lý và công nghệ tiên tiến, đầu tư nước ngoài thông qua mô hình kinh doanh của Hồng Kông và Ma Cao, học tập sự thay đổi ngành công nghiệp chế biến và sản xuất của Đài Loan, phát triển mạnh mẽ ngành công nghiệp nhẹ đại diện bởi dệt may, thực phẩm và đồ gia dụng nhỏ, tạo thành một bộ phận lao động với Hồng Kông và Ma Cao. Số lượng người lao động ở tỉnh này là rất đông. Kinh tế Quảng Đông ban đầu chỉ ở mức trung bình ở Trung Quốc nay đã trở thành nền kinh tế phát triển nhất với Thâm Quyến được mệnh danh Silicon châu Á. Đặc biệt, Thâm Quyến có dân số năm 2018 là 13,02 triệu người, GDP 2,42 nghìn tỉ nhân dân tệ (361 tỉ USD), GDP bình quân đầu người đạt 28.647 USD.

Phó tỉnh, Đặc khu kinh tế Thâm Quyến, 2019 với 13,04 triệu dân, GDP đạt 392 tỷ USD, bình quân 30.000 USD/người

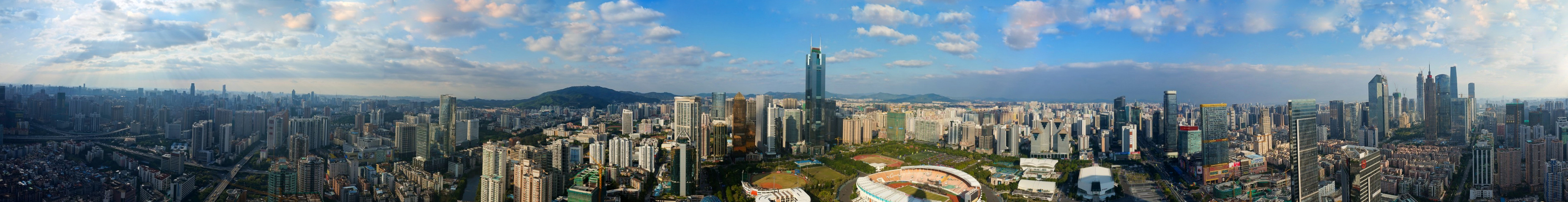
Tỉnh lỵ Phó tỉnh, Trung thành thị Quảng Châu, 2019 với 14,95 triệu dân, GDP đạt 370 tỷ USD, bình quân 24.750 USD/người

Kỳ quan kinh tế Quảng Đông.
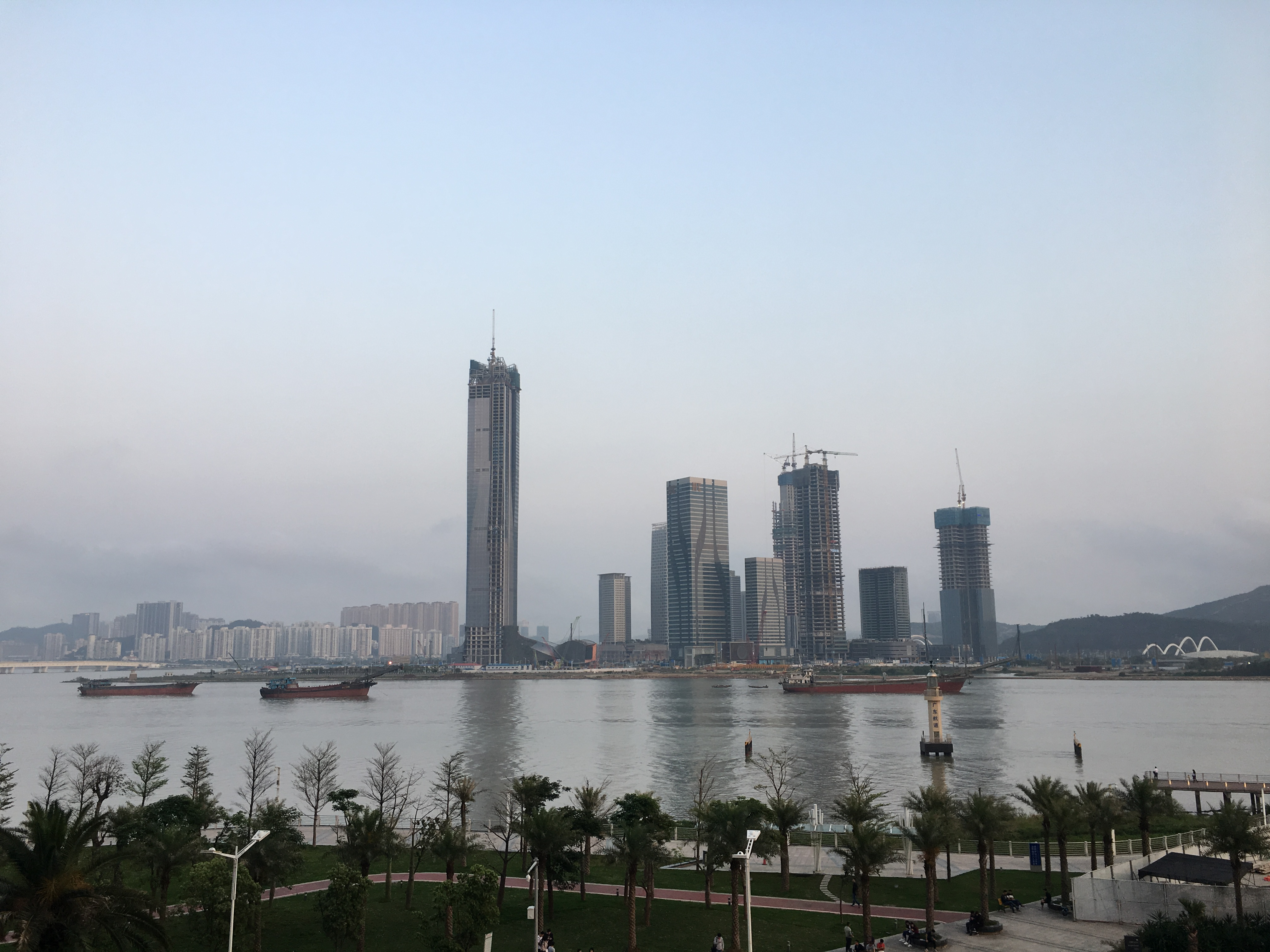
Đảo Tài chính Thị Đặc khu kinh tế Châu Hải
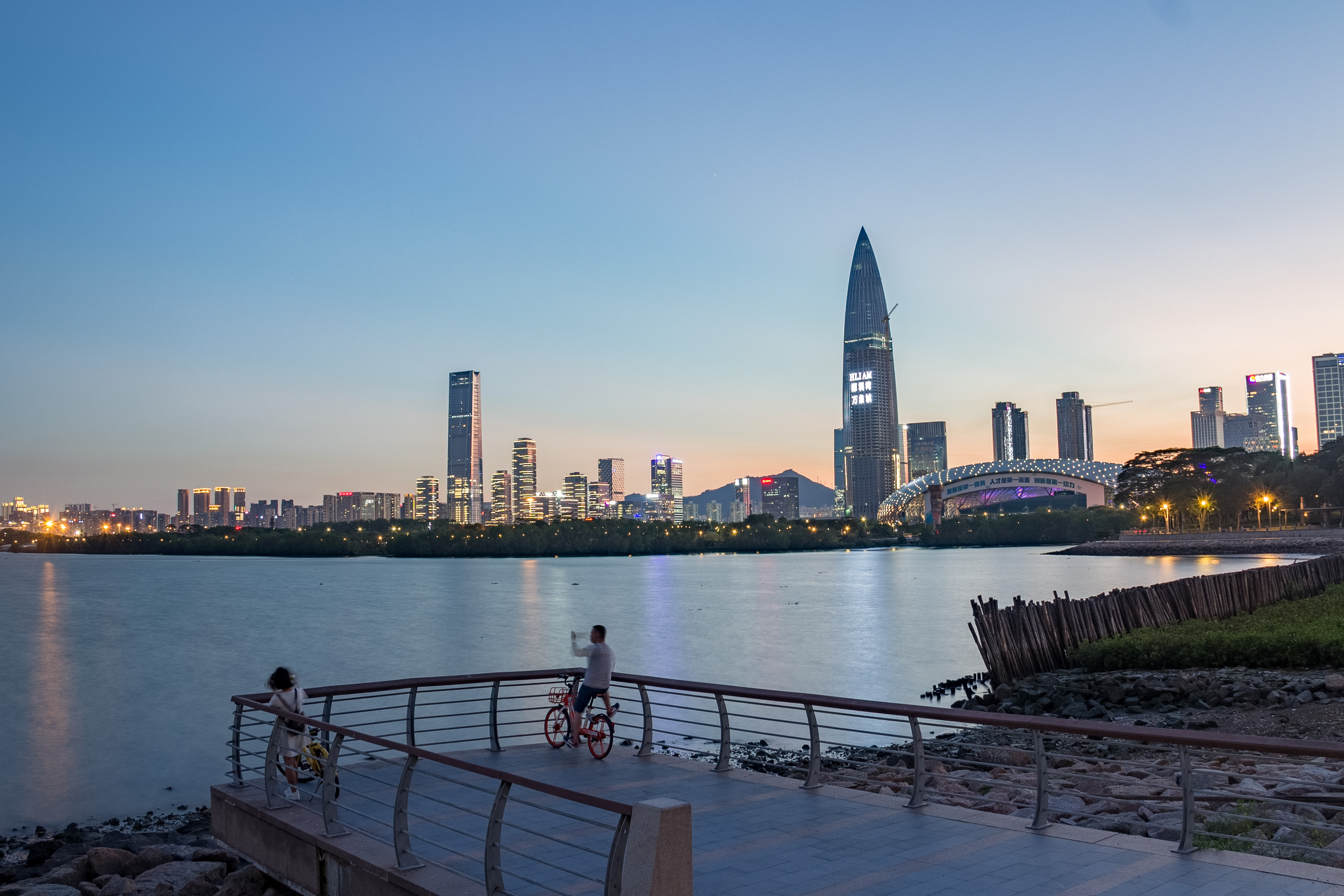
Quận Nam Sơn.
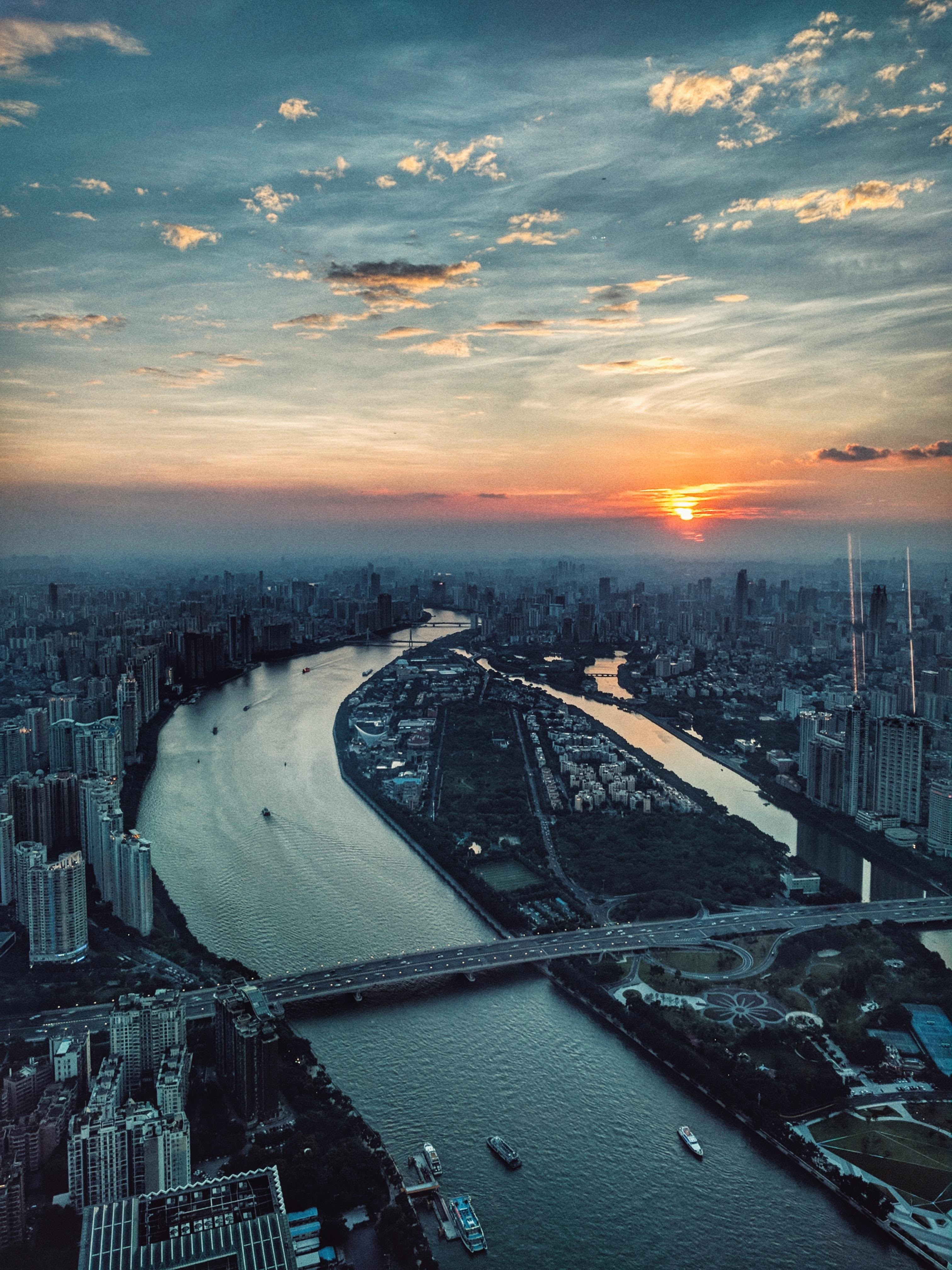
Tháp Quảng Châu nhìn Châu Giang.
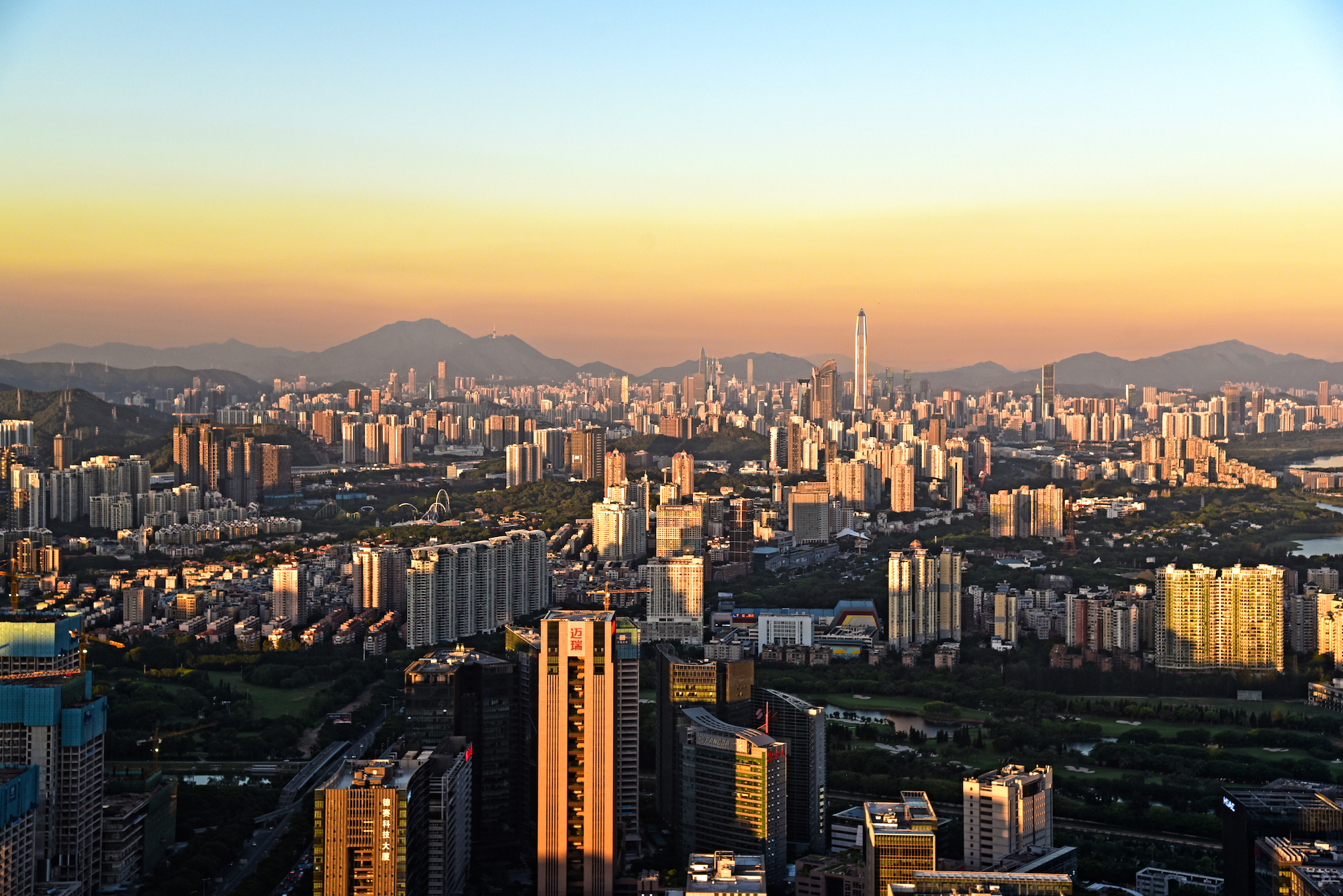
Skyline Thâm Quyến 2016.
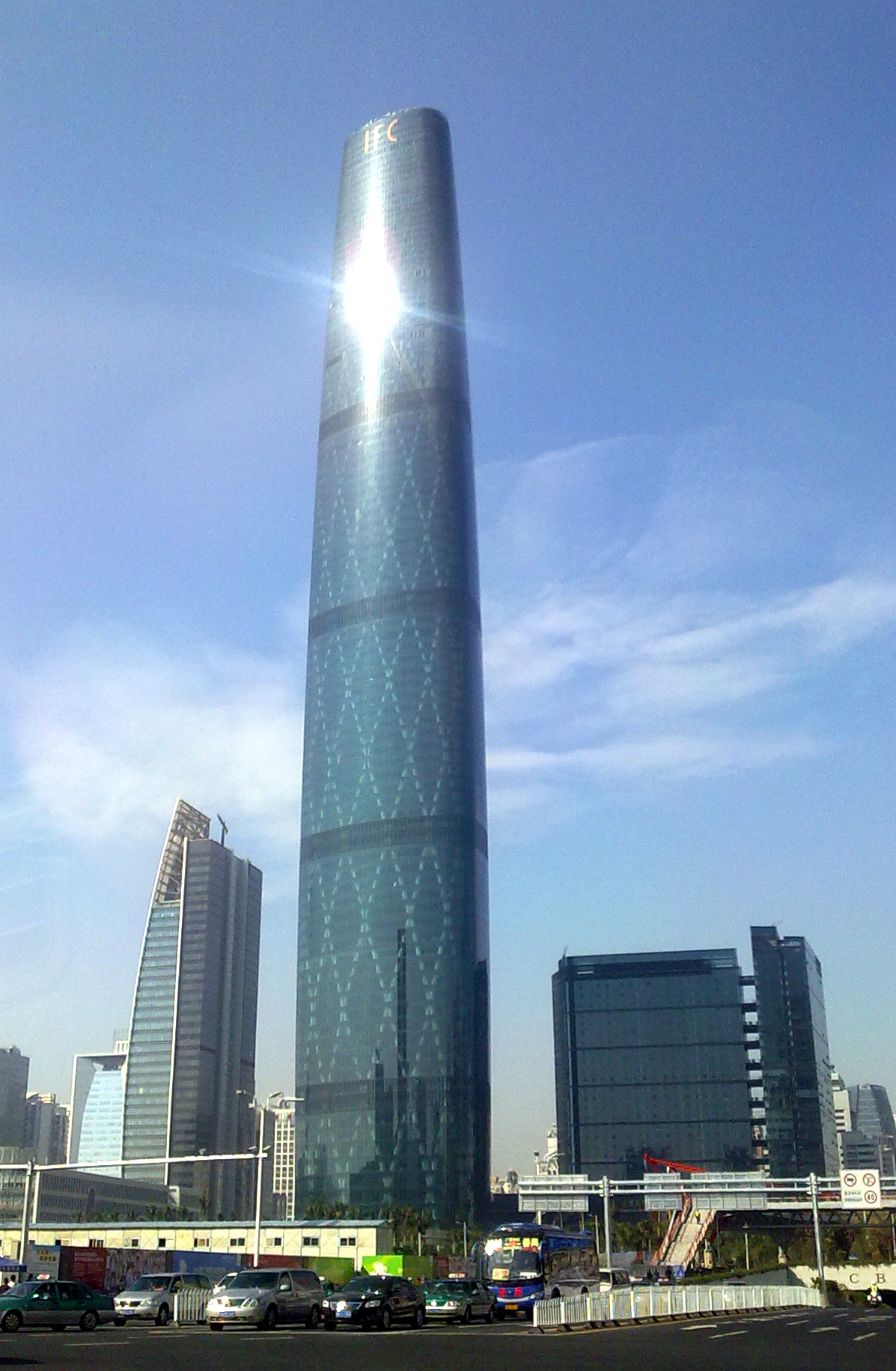
Quảng Châu Finance Centre 438 mét.
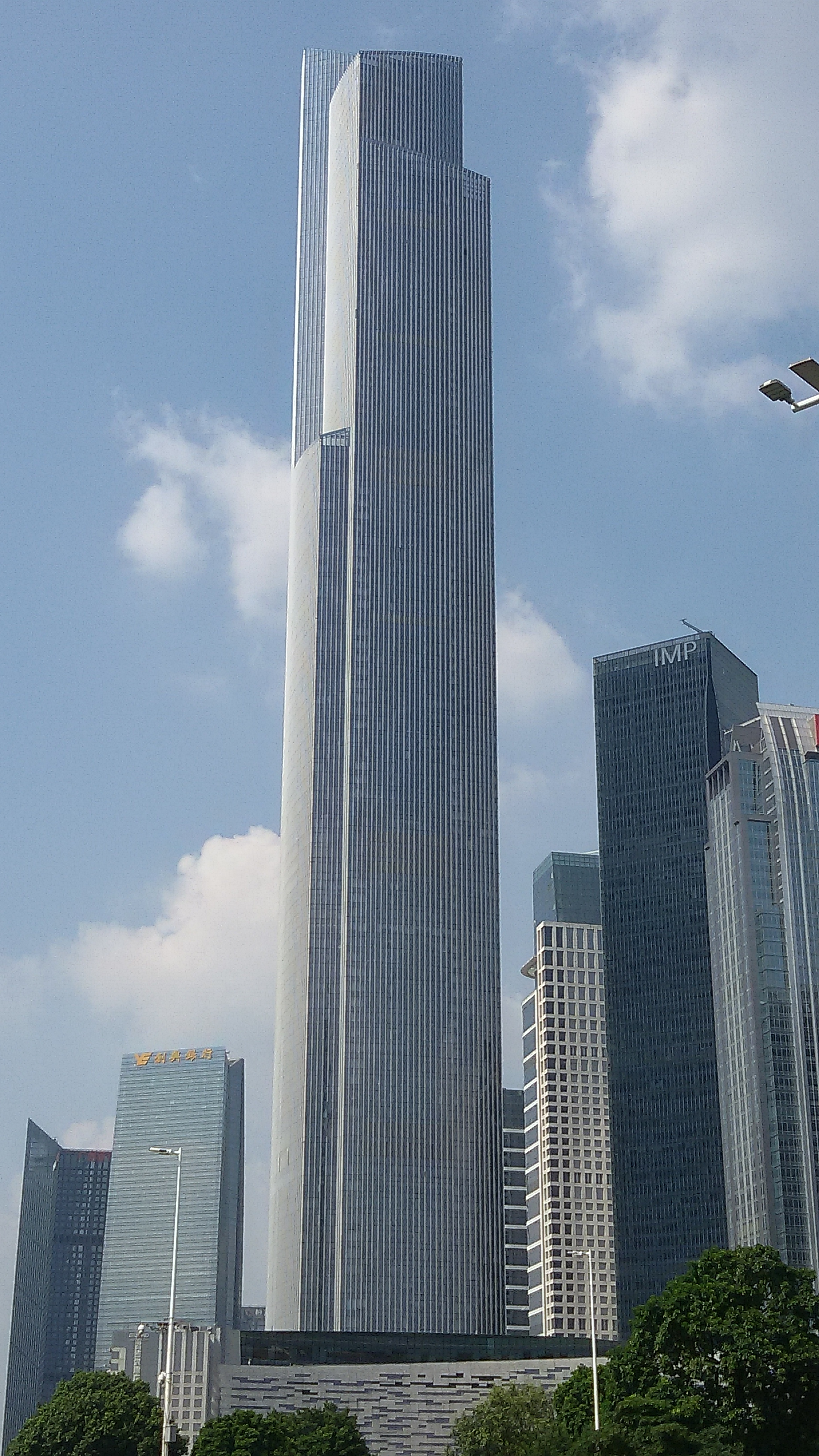
Châu Đại Phúc Finance Centre 530 mét ảnh 2017.
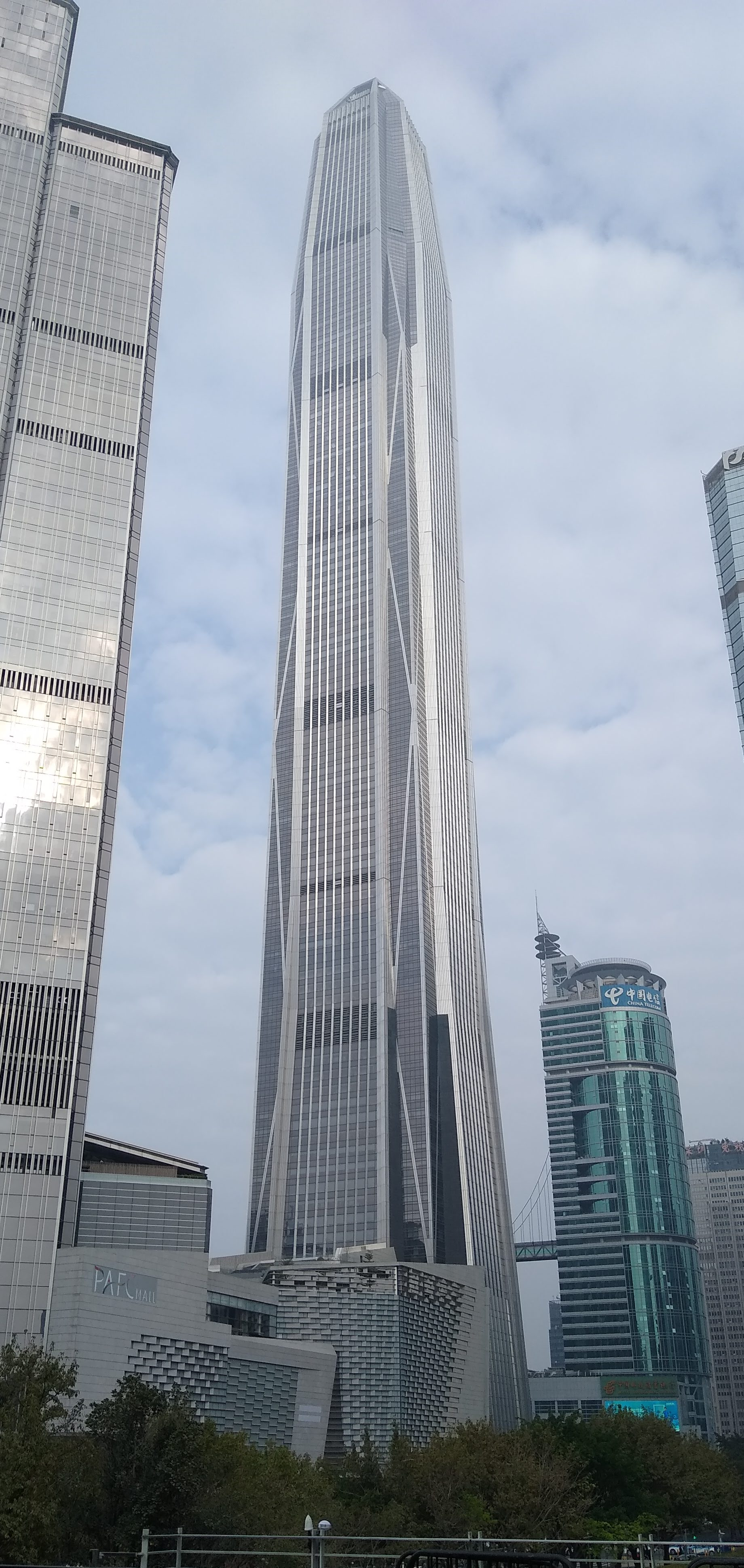
Bình An Finance Centre 599 mét ảnh 2019.

## Cơ cấu dân số
Tôn giáo tại Quảng Đông (2012)
Dù con số thống kê chính thức thường cho rằng Quảng Đông xếp thứ 4 Trung Quốc về dân số với 80 triệu dân, các thông tin được công bố gần đây  Lưu trữ ngày 25 tháng 6 năm 2012 tại Wayback Machine cho rằng, có khoảng 30 triệu người nhập cư sống ở Quảng Đông ít nhất là 6 tháng mỗi năm, do đó dân số tỉnh này phải là 110 triệu người, là tỉnh đông dân nhất Trung Quốc. Làn sóng di cư của dân từ tỉnh khác đến tỉnh này, thường được gọi là "dân trôi nổi" là do sự phát triển kinh tế nhanh của Quảng Đông do đó cần nhiều lao động. Quảng Đông chính thức trở thành tỉnh đông dân nhất Trung Quốc từ tháng 1/2005.
Do vị trí địa lý giáp Thái Bình Dương, Quảng Đông cũng là quê cha đất tổ của một số lượng lớn Hoa Kiều. Phần lớn những người phu làm đường sắt ở Canada và miền tây Hoa Kỳ là người Quảng Đông. Việc di cư từ tỉnh này đến các nước khác trong những năm gần đây đã giảm xuống cùng với sự thịnh vượng của Quảng Đông nhưng tỉnh này vẫn là một nơi có số lượng lớn người di cư qua Bắc Mỹ.
Đa số dân Quảng Đông là người Hán. Có một thiểu số người Dao ở phía bắc. Các dân tộc thiểu số khác có: H'mông, Lê và Choang.
Do mật độ dân số cao và tập quán nuôi chung súc vật nên Quảng Đông là nơi khởi phát bệnh SARS và cúm gà.

## Chính trị
Trong những năm 1980, chính quyền tỉnh Quảng Đông nổi tiếng vì dám chống lại các chỉ đạo của chính quyền trung ương, đặc biệt là các vấn đề kinh tế. Đồng thời, tình hình kinh tế của Quảng Đông đã khiến tỉnh này khác lặng lẽ trong các hoạt động chính trị và kinh tế. Dù phương Tây cho rằng, sự tăng trưởng kinh tế của Quảng Đông trong thời gian gần đây và sự bất đồng ngôn ngữ sẽ dẫn đến ly khai nhưng hầu như không có trường hợp ly khai nào cũng như sự ủng hộ ly khai đáng kể nào ở tỉnh này.

### Quan hệ với Hồng Kông và Ma Cao
Mặc dù cả Hồng Kông và Ma Cao về mặt lịch sử là một phần của Quảng Đông trước khi trở thành thuộc địa của Anh và Bồ Đào Nha, hai thành phố này lại trở thành đặc khu hành chính - ngang cấp tỉnh khi chủ quyền được trao trả cho Trung Quốc. Đạo luật Cơ bản của cả hai đặc khu hành chính nghiêm cấm chính quyền tỉnh can thiệp vào chính trị. Các vấn đề khác như chính sách biên giới và quyền mặt nước có quan hệ đến Hồng Kông và Ma Cao và Trung Hoa đại lục được thương thảo thông qua Đặc khu và tỉnh Quảng Đông. Do các đặc khu là các đơn vị hành chính của Trung Quốc, không bao giờ có xảy ra chuyện chính phủ trung ương lại thương thảo với chính quyền đặc khu. Do đó, chính quyền trung ương cho phép Quảng Đông thực hiện các vấn đề này.

## Truyền thông
Quảng Đông và vùng Quảng Đông mở rộng có nhiều đài phát thanh và truyền hình. Có một đài phát thanh quốc tế phát tin tức về khu vực này đi khắp thế giới thông qua Hệ thống radio thế giới.

## Văn hoá
Quảng Đông là một tỉnh đa văn hoá. Vùng trung tâm của tỉnh có dân số nói tiếng Quảng Đông cùng với tiếng Quan Thoại. Khoảng 60 triệu người nói tiếng Quảng Đông và nhiều thứ ngôn ngữ địa phương khác. Về văn hóa, Quảng Đông cũng có uy tín với ẩm thực Quảng Đông và nhạc kịch Quảng Đông. Dân Triều Châu nói tiếng Triều Châu và người Khách Gia lại sử dụng tiếng Khách Gia và có ẩm thực Khách Gia.

## Giáo dục

### Các trường cao đẳng và đại học
- Đại học Phật Sơn (Quảng Châu, Phật Sơn)
- Đại học Tế Nam (Quảng Châu, Châu Hải, Thâm Quyến)
- Đại học Sán Đầu (Sán Đầu)
- Đại học Công nghệ Nam Trung Hoa (Quảng Châu)
- Đại Học Trung Sơn (Quảng Châu, Chu Hải)
- Đại học Thâm Quyến (Thâm Quyến)

## Thể thao
Tại Quảng Đông có các đội thể thao lớn như:
- Hiệp hội Bóng chuyền Trung Quốc
  - Nam Hổ Hoành Viễn Quảng Đông
- Liên đoàn hạng B Hiệp hội Bóng đá Trung Quốc
  - Đội Y dược Quảng Châu
- Liên đoàn hạng A Hiệp hội Bóng đá Trung Quốc
  - Thượng Thanh Ẩm Thâm Quyến
  - Quảng Châu Hằng Đại

## Du lịch
Quảng Đông có nhiều thắng cảnh tự nhiên và nhân tạo như núi Đan Hà, di chỉ cung thực nước Nam Việt, mộ Văn Vương Nam Việt...